# 尤莉亞·戈格斯
尤莉亞·戈格斯（德语：Julia Görges，1988年11月2日—），德國退役職業女子網球運動員。

## 職業生涯

### 早年-2008年
2005年，戈格斯轉入職業網壇後，一直到2008年為止，主要參加ITF巡迴賽。
2007年美網，戈格斯在會外賽通過三輪後，生涯首次參加大滿貫賽事，不過第一輪就遭到世界第一賈斯汀·海寧以6-0, 6-3橫掃出局。
隔年，在WTA巡迴賽的表現，斯洛維尼亞公開賽打入最後四強，曼菲斯錦標賽，打入最後八強。
2008年8月，在墨西哥蒙特雷ITF巡迴賽，斯維多娃在決賽擊敗瑪格達蓮娜·里巴里科娃，一週後，在美網會外賽出線，首次參加美網會內賽，不過第一輪則敗給阿格涅什卡·拉德萬斯卡而出局。

### 2009年
澳網，首輪以5-7, 3-6敗給安娜·伊萬諾維奇而出局。
法網，首輪以5-7, 1-4因傷退賽敗給伊韋塔·貝內索娃而出局。
溫網，首輪以4-6, 6-7敗給耶萊娜·揚科維奇而出局。
美網，首輪以3-6, 4-6敗給前冠軍斯维特拉娜·库兹涅佐娃而出局。
而在其他WTA巡迴賽的表現平平，都在前二輪出局。

### 2010年
澳網，首輪以6-0, 3-6, 6-3擊敗達美拉·柏絲克，第二輪以3-6, 1-6敗給卡露蓮·禾絲妮雅琪而出局。
法網，首輪擊敗梅琳達·辛克，第二輪以1-6, 1-6敗給前冠軍塞雷娜·威廉姆斯而出局。
溫網，首輪以4-6, 3-6敗給瑪麗恩·巴托莉而出局。

## 外部連結
- 官方网站
- 尤莉亞·戈格斯的国际女子网球协会官方資料（英文）
- 尤莉亞·戈格斯的國際網球總會 職業／青少年 官方資料（英文）
- Fed Cup - Player profile - Julia GOERGES (GER) （页面存档备份，存于）
- 尤莉亞·戈格斯的X（前Twitter）
- 尤莉亞·戈格斯的Instagram帳戶